# 段玉平
段玉平，中华人民共和国政治人物、全国脱贫攻坚先进个人。

## 生平
段玉平任西藏自治区阿里地区行署原副秘书长，改则县原县委常委、副县长（挂职），中国移动通信集团有限公司江苏盐城分公司党委书记、总经理。因在脱贫攻坚战中作出突出贡献，2021年2月25日全国脱贫攻坚总结表彰大会上，段玉平被授予“全国脱贫攻坚先进个人”。